# Martijn Spierenburg

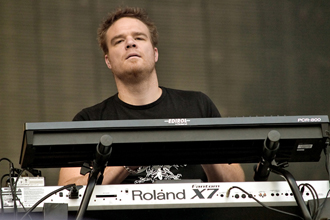
Martijn Spierenburg

Martijn Spierenburg (n. 30 ianuarie 1975, Țările de Jos, Regatul Țărilor de Jos) este pianistul formației neerlandeze de Symphonic metal, Within Temptation.